# Marcel Faure
Marcel Faure (Carcassonne, 5 marzo 1905 – Parigi, 10 ottobre 1984) è stato uno schermidore francese, vincitore di una medaglia d'argento ai campionati mondiali di scherma.